# Giải bóng chuyền cúp Hoa Lư
Giải bóng chuyền cúp Hoa Lư là giải thi đấu bóng chuyền thường niên trong hệ thống các giải đấu bóng chuyền Việt Nam và được xem là giải đấu mở màn cho một mùa giải mới khi các đội tham gia ra mắt các huấn luyện viên và cầu thủ mới chuyển nhượng. Cúp Hoa Lư dành cho các câu lạc bộ bóng chuyền tham dự giải Giải vô địch bóng chuyền Việt Nam có thành tích tốt nhất kết hợp với khách mời là các đội bóng quốc tế hoặc đội tuyển bóng chuyền quốc gia Việt Nam tham dự. Giải do Liên đoàn bóng chuyền Việt Nam, tỉnh Ninh Bình và các nhà tài trợ tổ chức từ năm 2004 với địa điểm cố định tại Nhà thi đấu Ninh Bình. Tính đến mùa giải năm 2025, giải đã có 19 lần được tổ chức. 2 đội Nam Ninh Bình (với 10 lần vô địch) và Nữ Bộ Tư lệnh Thông tin (với 4 lần vô địch) đang nắm giữ thành tích đoạt nhiều lần vô địch Giải bóng chuyền cúp Hoa Lư nhất. Giải bóng chuyền cúp Hoa Lư có mức thưởng được đánh giá chỉ đứng sau giải bóng chuyền vô địch quốc gia.

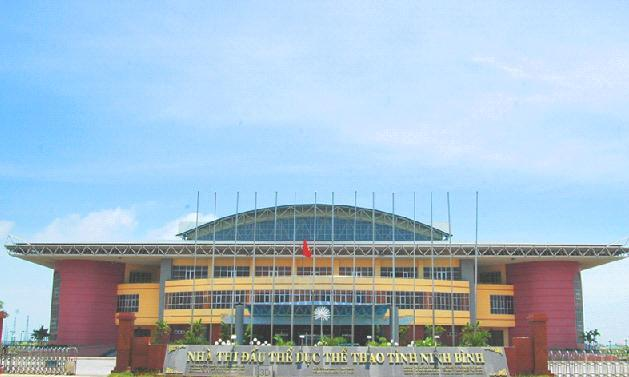
Nhà thi đấu Ninh Bình là nơi đăng cai cúp Hoa Lư

## Thể thức thi đấu
Trước đây, cúp Hoa Lư chọn các đội có thành tích tốt nhất từ Giải bóng chuyền vô địch quốc gia Việt Nam. Cụ thể, sau vòng 1 giải VĐQG, các đội xếp hạng từ thứ nhất đến thứ ba của 2 bảng đấu được chọn để vào thi đấu cúp Hoa Lư (trường hợp có 6 đội ở mỗi giải nam hay nữ) hoặc chỉ chọn đội nhất và nhì mỗi bảng để vào thi đấu cúp Hoa Lư (trường hợp có 4 đội ở mỗi giải nam hay nữ). Như vậy, cúp Hoa Lư thường có tổng số từ 8 đến 12 đội tham gia ở cả hai giải nam và nữ. Trường hợp giải đấu diễn ra trước khi giải vô địch bóng chuyền trong năm đó được tổ chức thì các đội đứng đầu mùa giải trước sẽ được mời tham dự. Hiện nay, việc lựa chọn các đội tham gia cúp Hoa Lư bao gồm 2 đội chủ nhà nam và nữ Ninh Bình cùng các đội bóng mạnh được mời tham dự không chỉ là các đội hạng mạnh mà còn cả đội tuyển quốc gia và các đội bóng chuyền quốc tế.
Nếu như ở cúp Hùng Vương mỗi đội chỉ đấu 2 trận gồm một trận loại trực tiếp và một trận phân hạng thì ở cúp Hoa Lư có sự linh hoạt hơn, các đội sẽ chia bảng tham gia đấu vòng tròn một lượt sau đó chọn các đội nhất, nhì bảng vào thi đấu loại trực tiếp. Mỗi đội tham dự cúp Hoa Lư luôn có số trận đấu nhiều hơn ở cúp Hùng Vương. Cúp Hoa Lư ở mỗi hạng mục nam và nữ thường có 5 hoặc 6 đội. Thể thức thi đấu ở mỗi hạng mục như sau:
1. Trường hợp có 6 đội: Các đội chia thành 2 bảng để đấu vòng tròn 1 lượt và tính điểm. Hai đội xếp thứ 3 đấu tranh hạng 5-6 còn hai đội nhất nhì mỗi bảng sẽ vào bán kết đấu chéo: Nhất A gặp nhì B và nhất B gặp nhì A. 2 đội thắng vào chung kết và 2 đội thua tranh hạng 3. Mỗi đội tham gia từ 3 - 4 trận, tổng giải Nam 11 trận, Nữ 11 trận.[2]
2. Trường hợp có 5 đội: Các đội sẽ đấu vòng tròn 1 lượt và tính điểm để chọn 4 đội đấu bán kết theo thứ tự 1-4 và 2-3, chọn 2 đội thắng vào chung kết và 2 đội thua tranh hạng 3. Đội xếp hạng 5 thi đấu 4 trận, 4 đội còn lại thi đấu 6 trận, tổng giải Nam 14 trận, Nữ 14 trận.
3. Trường hợp có 4 đội: Các đội sẽ đấu vòng tròn 1 lượt và tính điểm sau đó đấu bán kết theo thứ tự 1-4 và 2-3. 2 đội thắng vào chung kết và 2 đội thua tranh hạng 3. Mỗi đội tham gia 5 trận, tổng giải Nam 10 trận, Nữ 10 trận.

Cách tính điểm và xếp hạng ở cúp Hoa Lư tương tự cách tính điểm ở giải Vô địch bóng chuyền Việt Nam, và vì cúp Hoa Lư thường diễn ra trước mùa giải mới, khi mà các đội bóng trình làng những vị huấn luyện viên và cầu thủ mới và thậm chí lối chơi mới nên giải có sức hút khán giả rất lớn.

## Xếp hạng các năm

### Giải Nam
| Mùa giải | Đội vô địch                   | Đội Á quân                | Đội hạng ba          | Đội hạng tư               |
| 2025     | Biên Phòng MB                 | LP Bank Ninh Bình         | Thể Công Tân Cảng    | Công an TP. Hồ Chí Minh   |
| 2024     | Biên Phòng                    | LP Bank Ninh Bình         | Thể Công Tân Cảng    | Hà Tĩnh                   |
| 2023     | Ninh Bình LVPB                | Biên Phòng                | Hà Tĩnh              | VLXD Bình Dương           |
| 2022     | Tràng An Ninh Bình            | Biên Phòng                | Thể Công             | Hà Tĩnh                   |
| 2021     | Tràng An Ninh Bình            | Thể Công                  | Sanest Khánh Hòa     | Hà Tĩnh                   |
| 2020     | Tràng An Ninh Bình            | Sanest Khánh Hòa          | Hà Tĩnh              | Hà Nội                    |
| 2019     | Tràng An Ninh Bình            | Hà Tĩnh                   | Biên Phòng           | TP. Hồ Chí Minh           |
| 2018     | Tràng An Ninh Bình            | Thể Công                  | Sanest Khánh Hòa     | Biên Phòng                |
| 2017     | Sanest Khánh Hòa              | Tràng An Ninh Bình        | Thể Công             | Quân đoàn 4               |
| 2016     | Hàng không Hoàng gia Thái Lan | Tràng An Ninh Bình        | Thể Công             | Biên Phòng                |
| 2015     | Tràng An Ninh Bình            | Thể Công                  | Quân đoàn 4          | Quân khu 4                |
| 2014     | Biên Phòng                    | Tràng An Ninh Bình        | Thể Công             | Công an Phú Thọ           |
| 2013     | Tràng An Ninh Bình            | Thể Công                  | Công an Phú Thọ      | Tập đoàn Dầu khí Việt Nam |
| 2012     | Tràng An Ninh Bình            | Thể Công                  | Long An              | Tập đoàn Dầu khí Việt Nam |
| 2011     | Long An                       | Tràng An Ninh Bình        | Sanest Khánh Hòa     | Tập đoàn Dầu khí Việt Nam |
| 2010     | Tràng An Ninh Bình            | Tập đoàn Dầu khí Việt Nam | SacomBank Biên Phòng | Thể Công                  |
| 2009     | Hoàng gia Thái Lan            | Tràng An Ninh Bình        | Thể Công             | Sao Vàng Biên Phòng       |
| 2008     | Hoàng Long Long An            | Tràng An Ninh Bình        | Sanest Khánh Hòa     | Quân đoàn 4               |
| 2004     | Thể Công                      | Bưu điện Hà Nội           | Tràng An Ninh Bình   | Sao Vàng Biên Phòng       |

### Giải Nữ
| Mùa giải | Đội vô địch           | Đội Á quân                      | Đội hạng ba                 | Đội hạng tư           |
| 2025     | LP Bank Ninh Bình     | BC Thông tin - TCT Đông Bắc     | VTV Bình Điền Long An       | Ngân hàng Công Thương |
| 2024     | LP Bank Ninh Bình     | VTV Bình Điền Long An           | Binh chủng Thông tin - TTBP | Geleximco Thái Bình   |
| 2023     | HCĐG Tia Sáng         | VTV Bình Điền Long An           | Ninh Bình LVPB              | Bộ Tư lệnh Thông tin  |
| 2022     | VTV Bình Điền Long An | Bộ Tư lệnh Thông tin - FLC      | Ninh Bình Doveco            | Than Quảng Ninh       |
| 2021     | VTV Bình Điền Long An | WSUN Thái Bình                  | Than Quảng Ninh             | Kinh Bắc Bắc Ninh     |
| 2014     | Thông tin LVPB        | Ngân hàng Công Thương           | PVD Thái Bình               | Tiến Nông Thanh Hóa   |
| 2013     | Thông tin LVPB        | Vietsovpetro                    | Tiến Nông Thanh Hóa         | PVD Thái Bình         |
| 2012     | Thông tin LVPB        | PVD Thái Bình                   | Vietsovpetro                | Tiến Nông Thanh Hóa   |
| 2008     | VTV Bình Điền Long An | Bộ Tư lệnh Thông tin Trust Bank | Ngân hàng Công Thương       | Sông Mã Thanh Hóa     |
| 2004     | Bộ Tư lệnh Thông tin  | Vital Thái Bình                 | Bưu điện Hà Nội             | Bưu điện Quảng Ninh   |

## Các đơn vị tham gia

### Các đội bóng
Các đội tham dự trong năm được đánh dấu X hoặc số theo thứ hạng chung cuộc.

#### Giải Nam
| Đội                       | 2004 | 2008 | 2009 | 2010 | 2011 | 2012 | 2013 | 2014 | 2015 | 2016 | 2017 | 2018 | 2019 | 2020 | 2021 | 2022 | 2023 | 2024 | 2025 | Số lần |
| ------------------------- | ---- | ---- | ---- | ---- | ---- | ---- | ---- | ---- | ---- | ---- | ---- | ---- | ---- | ---- | ---- | ---- | ---- | ---- | ---- | ------ |
| Ninh Bình                 | 3rd  | 2nd  | 2nd  | 1st  | 2nd  | 1st  | 1st  | 2nd  | 1st  | 2nd  | 2nd  | 1st  | 1st  | 1st  | 1st  | 1st  | 1st  | 2nd  | 2nd  | 19     |
| Thể Công                  | 1st  | 5th  | 3rd  | 4th  |      | 2nd  | 2nd  | 3rd  | 2nd  | 3rd  | 3rd  | 2nd  | 6th  | 5th  | 2nd  | 3rd  | 6th  | 3rd  | 3rd  | 18     |
| Biên Phòng                | 4th  |      | 4th  | 3rd  |      |      |      | 1st  |      | 4th  | 5th  | 4th  | 3rd  | 6th  | 5th  | 2nd  | 2nd  | 1st  | 1st  | 14     |
| Sanest Khánh Hòa          |      | 3rd  |      |      | 3rd  |      |      |      |      |      | 1st  | 3rd  |      | 2nd  | 3rd  |      |      |      |      | 6      |
| Hà Tĩnh                   |      |      |      |      |      |      |      |      |      |      |      |      | 2nd  | 3rd  | 4th  | 4th  | 3rd  | 4th  |      | 6      |
| Hà Nội                    | 2nd  |      |      |      |      |      |      |      |      |      |      |      |      | 4th  | 6th  |      | 5th  | 5th  | 5th  | 6      |
| Tập đoàn Dầu khí Việt Nam |      |      | 5th  | 2nd  | 4th  | 4th  | 4th  |      |      |      |      |      |      |      |      |      |      |      |      | 5      |
| Long An                   |      | 1st  |      |      | 1st  | 3rd  |      |      |      |      |      |      |      |      |      |      |      | 6th  | 6th  | 5      |
| XSKT Vĩnh Long            |      |      |      |      |      |      |      |      |      |      | 6th  | 6th  | 5th  |      |      | 6th  |      |      |      | 4      |
| Quân đoàn 4               |      | 4th  |      |      |      |      |      |      | 3rd  |      | 4th  |      |      |      |      |      |      |      |      | 3      |
| ĐT Lào                    |      |      |      | 5th  | 5th  |      |      |      |      |      |      |      |      |      |      |      |      |      |      | 2      |
| Công an Phú Thọ           |      |      |      |      |      |      | 3rd  | 4th  |      |      |      |      |      |      |      |      |      |      |      | 2      |
| ĐT Thái Lan               |      |      | 1st  |      |      |      |      |      |      | 1st  |      |      |      |      |      |      |      |      |      | 2      |
| Quân khu 4                |      |      |      |      |      |      |      |      | 4th  |      |      | 5th  |      |      |      |      |      |      |      | 2      |
| TP. Hồ Chí Minh           |      | 6th  |      |      |      |      |      |      |      |      |      |      | 4th  |      |      |      |      |      |      | 2      |
| VLXD Bình Dương           |      |      |      |      |      |      |      |      |      |      |      |      |      |      |      | 5th  | 4th  |      |      | 2      |
| Công an Vĩnh Phúc         | 5th  |      |      |      |      |      |      |      |      |      |      |      |      |      |      |      |      |      |      | 1      |
| Quân khu 5                |      |      | 6th  |      |      |      |      |      |      |      |      |      |      |      |      |      |      |      |      | 1      |
| Công an TP. Hồ Chí Minh   |      |      |      |      |      |      |      |      |      |      |      |      |      |      |      |      |      |      | 4th  | 1      |
| Số đội tham dự            | 5    | 6    | 6    | 5    | 5    | 4    | 4    | 4    | 4    | 4    | 6    | 6    | 6    | 6    | 6    | 6    | 6    | 6    | 6    |        |

#### Giải Nữ
| Đội                   | 2004 | 2008 | 2012 | 2013 | 2014 | 2021 | 2022 | 2023 | 2024 | 2025 | Số lần |
| --------------------- | ---- | ---- | ---- | ---- | ---- | ---- | ---- | ---- | ---- | ---- | ------ |
| Thái Bình             | 2nd  | 5th  | 2nd  | 4th  | 3rd  | 2nd  |      | 6th  | 4th  | 6th  | 9      |
| Bộ Tư lệnh Thông tin  | 1st  | 2nd  | 1st  | 1st  | 1st  |      | 2nd  | 4th  | 3rd  | 2nd  | 9      |
| Thanh Hóa             |      | 4th  | 4th  | 3rd  | 4th  | 6th  |      | 5th  | 5th  | 5th  | 8      |
| VTV Bình Điền Long An |      | 1st  |      |      |      | 1st  | 1st  | 2nd  | 2nd  | 3rd  | 6      |
| Ngân hàng Công Thương | 5th  | 3rd  |      |      | 2nd  |      | 6th  |      |      | 4th  | 5      |
| Ninh Bình             |      |      |      |      |      | 5th  | 3rd  | 3rd  | 1st  | 1st  | 5      |
| Quảng Ninh            | 4th  |      |      |      |      | 3rd  | 4th  |      |      |      | 3      |
| Vietsovpetro          |      |      | 3rd  | 2nd  |      |      |      |      |      |      | 2      |
| Hóa chất Đức Giang    | 3rd  |      |      |      |      |      |      | 1st  |      |      | 2      |
| Hải Dương             |      | 6th  |      |      |      |      |      |      |      |      | 1      |
| Kinh Bắc Bắc Ninh     |      |      |      |      |      | 4th  |      |      |      |      | 1      |
| Đắk Lắk               |      |      |      |      |      |      | 5th  |      |      |      | 1      |
| Hà Nội                |      |      |      |      |      |      |      |      | 6th  |      | 1      |
| Số đội tham dự        | 5    | 6    | 4    | 4    | 4    | 6    | 6    | 6    | 6    | 6    |        |

### Các nhà tài trợ chính
| Năm  | Viết tắt        | Tên đầy đủ của giải                                                       | Nhà tài trợ chính của giải                             |
| 2004 | Cúp Hoa Lư 2004 | Giải bóng chuyền Cúp Hoa Lư mở rộng lần thứ 1 - 2004                      | Báo Thể thao Việt Nam                                  |
| 2008 | Cúp Hoa Lư 2008 | Giải bóng chuyền Cúp Hoa Lư 2008                                          | Công ty cổ phần thực phẩm Đồng Giao                    |
| 2009 | Cúp Hoa Lư 2009 | Giải Bóng chuyền Cúp Hoa Lư mở rộng 2009                                  | Công ty cổ phần phân lân Ninh Bình                     |
| 2010 | Cúp Hoa Lư 2010 | Giải bóng chuyền Nam Quốc tế Cúp Hoa Lư – Báo Sài Gòn giải phóng năm 2010 | Báo Sài Gòn giải phóng & Tổng Công ty Dầu khí Việt Nam |
| 2011 | Cúp Hoa Lư 2011 | Giải bóng chuyền Nam Quốc tế Cúp Hoa Lư – Báo Sài Gòn giải phóng năm 2011 | Báo Sài Gòn giải phóng                                 |
| 2012 | Cúp Hoa Lư 2012 | Giải bóng chuyền Cúp Hoa Lư năm 2012                                      | Tổng Công ty Khí Việt Nam - PV Gas                     |
| 2013 | Cúp Hoa Lư 2013 | Giải bóng chuyền Cúp Hoa Lư - Đạm Ninh Bình năm 2013                      | Công ty TNHH MTV Đạm Ninh Bình                         |
| 2014 | Cúp Hoa Lư 2014 | Giải bóng chuyền Cúp Hoa Lư - Đạm Ninh Bình năm 2014                      | Công ty TNHH MTV Đạm Ninh Bình                         |
| 2015 | Cúp Hoa Lư 2015 | Giải bóng chuyền Cúp Hoa Lư lần thứ 9                                     | Công ty cổ phần thực phẩm Đồng Giao                    |
| 2016 | Cúp Hoa Lư 2016 | Cúp bóng chuyền Cúp Hoa Lư năm 2016                                       | Công ty cổ phần Phân bón Bình Điền                     |
| 2017 | Cúp Hoa Lư 2017 | Giải bóng chuyền Cúp Hoa Lư lần thứ 11                                    | Nhà máy sản xuất ô tô Hyundai Thành Công Việt Nam      |
| 2018 | Cúp Hoa Lư 2018 | Giải bóng chuyền Cúp Hoa Lư lần thứ 12                                    | Công ty cổ phần phân lân Ninh Bình                     |
| 2019 | Cúp Hoa Lư 2019 | Giải bóng chuyền Cúp Hoa Lư lần thứ 13                                    | Nhà máy sản xuất ô tô Hyundai Thành Công Việt Nam      |
| 2020 | Cúp Hoa Lư 2020 | Giải bóng chuyền Cúp Hoa Lư lần thứ 14                                    | Công ty cổ phần phân lân Ninh Bình                     |
| 2021 | Cúp Hoa Lư 2021 | Giải bóng chuyền Cúp Hoa Lư - Bình Điền 2021                              | Công ty cổ phần Phân bón Bình Điền                     |
| 2022 | Cúp Hoa Lư 2022 | Giải bóng chuyền Cúp Hoa Lư - Bình Điền 2022                              | Công ty cổ phần Phân bón Bình Điền                     |
| 2023 | Cúp Hoa Lư 2023 | Giải bóng chuyền Cúp Hoa Lư - Bình Điền 2023                              | Công ty cổ phần Phân bón Bình Điền                     |
| 2024 | Cúp Hoa Lư 2024 | Giải bóng chuyền Cúp Hoa Lư - Bình Điền 2024                              | Công ty cổ phần Phân bón Bình Điền                     |
| 2025 | Cúp Hoa Lư 2025 | Giải bóng chuyền Cúp Hoa Lư - Bình Điền 2025                              | Công ty cổ phần Phân bón Bình Điền                     |

## Các mùa giải

### Mùa giải 2025
Giải Bóng chuyền Hoa Lư - Bình Điền sẽ là giải đấu mở màn trong năm 2025 của môn Bóng chuyền. Giải diễn ra từ ngày 4/3 đến 9/3 tại Nhà thi đấu tỉnh Ninh Bình quy tụ 6 đội bóng nam và 6 đội bóng nữ.
- 6 đội bóng nam: LP Bank Ninh Bình, Biên Phòng, Thể Công, Hà Nội, Lavie Long An, Công an TP. Hồ Chí Minh
- 6 đội bóng nữ: LP Bank Ninh Bình, VTV Bình Điền Long An, BC Thông tin - TCT Đông Bắc, Geleximco Thái Bình, XMLS Thanh Hóa, Vietinbank

6 đội bóng được chia thành 2 bảng, mỗi bảng 3 đội thi đấu theo thể thức vòng tròn 1 lượt tính điểm, 2 đội đứng đầu mỗi bảng vào bán kết đấu chéo. Ngoài ra 2 đội đứng cuối mỗi bảng sẽ thi đấu trận phân hạng 5-6 và 2 đội thua bán kết sẽ thi đấu trận phân hạng 3-4.
Các trận đấu:
1. A nữ : VTV Bình Điền Long An 3-1 XMLS Thanh Hóa (23-25, 25-13, 25-20, 25-16)
2. A nam : Biên Phòng 3-0 Lavie Long An (25-21, 25-20, 25-20)
3. B nam : LP Bank Ninh Bình 3-0 Hà Nội (25-20, 25-19, 25-22)
4. B nữ : LP Bank Ninh Bình 3-1 Geleximco Thái Bình (22-25, 28-26, 25-14, 25-19)
5. A nữ : Vietinbank 2-3 VTV Bình Điền Long An (25-21, 22-25, 25-21, 16-25, 9-15)
6. A nam : Thể Công 0-3 Biên Phòng (35-37, 19-25, 26-28)
7. B nữ : Thông tin Đông Bắc 2-3 LP Bank Ninh Bình (23-25, 29-27, 21-25, 25-16, 10-15)
8. B nam : Công an TPHCM 0-3 LP Bank Ninh Bình (22-25, 20-25, 14-25)
9. A nữ : XMLS Thanh Hóa 1-3 Vietinbank (25-21, 19-25, 22-25, 17-25)
10. A nam : Lavie Long An 1-3 Thể Công (14-25, 25-21, 19-25, 20-25)
11. B nữ : Geleximco Thái Bình 0-3 Thông tin Đông Bắc (15-25, 23-25, 17-25)
12. B nam : Hà Nội 2-3 Công an TPHCM (17-25, 25-22, 25-17, 22-25, 10-15)
13. XH 5-6 nữ : XMLS Thanh Hóa 3-0 Geleximco Thái Bình (25-20, 25-18, 25-20)
14. BK1 nữ : VTV Bình Điền Long An 1-3 Thông tin Đông Bắc (16-25, 20-25, 28-26, 21-25)
15. BK1 nam : Biên Phòng 3-1 Công an TPHCM (25-20, 24-26, 25-14, 25-11)
16. XH 5-6 nam : Lavie Long An 1-3 Hà Nội (20-25, 24-26, 25-22, 22-25)
17. BK2 nữ : LP Bank Ninh Bình 3-0 Vietinbank (25-23, 25-23, 27-25)
18. BK2 nam : LP Bank Ninh Bình 3-1 Thể Công (25-27, 25-21, 25-22, 25-10)
19. Hạng 3 nữ : VTV Bình Điền Long An 3-0 Vietinbank (25-18, 25-16, 25-20)
20. CK nữ : Thông tin Đông Bắc 2-3 LP Bank Ninh Bình (25-21, 25-17, 18-25, 22-25, 9-15)
21. Hạng 3 nam : Công an TPHCM 1-3 Thể Công (18-25, 25-13, 19-25, 15-25)
22. CK nam : Biên Phòng 3-0 LP Bank Ninh Bình (25-23, 25-19, 25-23)

Giải thưởng đồng đội:
- Vô địch: Nam Biên Phòng và Nữ LP Bank Ninh Bình
- Á quân: Nam LP Bank Ninh Bình và Nữ BC Thông tin - TCT Đông Bắc
- Hạng 3: Nam Thể Công và Nữ VTV Bình Điền Long An
- Giải khuyến khích: Nam Công an TP. Hồ Chí Minh và Nữ Vietinbank

Giải thưởng cá nhân:
- VĐV tấn công xuất sắc nhất

Napadet Bhinijdee (LP Bank Ninh Bình) và Nguyễn Thị Bích Tuyền (LP Bank Ninh Bình)
- VĐV chuyền hai xuất sắc nhất

Đinh Văn Duy (Biên Phòng) và Đoàn Thị Lâm Oanh (BC Thông tin - TCT Đông Bắc)
- VĐV phòng thủ xuất sắc nhất

Cao Đức Hoàng (Thể Công) và Nguyễn Khánh Đang (VTV Bình Điền Long An)

### Mùa giải 2024
Giải Bóng chuyền Hoa Lư - Bình Điền sẽ là giải đấu mở màn trong năm 2024 của môn Bóng chuyền. Giải diễn ra từ ngày 27-2 đến 3-3 tại Nhà thi đấu tỉnh Ninh Bình quy tụ 6 đội bóng nam và 6 đội bóng nữ.
- 6 đội bóng nam: LP Bank Ninh Bình, Biên Phòng, Thể Công, Hà Tĩnh, Hà Nội, Lavie Long An
- 6 đội bóng nữ: LP Bank Ninh Bình, VTV Bình Điền Long An, Hà Nội (thay Vietinbank), Geleximco Thái Bình, BC Thông tin - TTBP, XMLS Thanh Hóa

6 đội bóng được chia thành 2 bảng, mỗi bảng 3 đội thi đấu theo thể thức vòng tròn 1 lượt tính điểm, 2 đội đứng đầu mỗi bảng vào bán kết đấu chéo. Ngoài ra 2 đội đứng cuối mỗi bảng sẽ thi đấu trận phân hạng 5-6 và 2 đội thua bán kết sẽ thi đấu trận phân hạng 3-4.
Các trận đấu:
1. A nữ : BC Thông tin 3-0 XMLS Thanh Hóa (25-16, 25-19, 25-19)
2. A nam : Biên Phòng 3-0 Hà Tĩnh (25-23, 25-18, 25-20)
3. B nam : Hà Nội 0-3 LP Bank Ninh Bình (20-25, 20-25, 20-25)
4. B nữ : VTV Bình Điền Long An 1-3 LP Bank Ninh Bình (25-23, 17-25, 20-25, 13-25)
5. A nữ : Geleximco Thái Bình 0-3 BC Thông tin (21-25, 15-25, 17-20)
6. A nam : Lavie Long An 0-3 Biên Phòng (20-25, 12-25, 16-25)
7. B nữ : Hà Nội 1-3 VTV Bình Điền Long An (20-25, 25-22, 20-25, 12-25)
8. B nam : Hà Nội 1-3 Thể Công (22-25, 25-21, 16-25, 17-25)
9. A nữ : XMLS Thanh Hóa 0-3 Geleximco Thái Bình (22-25, 19-25, 15-25)
10. A nam : Hà Tĩnh 3-0 Long An (25-16, 25-19, 25-22)
11. B nữ : LP Bank Ninh Bình 3-0 Hà Nội (25-19, 25-23, 25-17)
12. B nam : LP Bank Ninh Bình 3-1 Thể Công (19-25, 25-23, 25-17, 25-23)
13. XH 5-6 nữ : Hà Nội 0-3 XMLS Thanh Hóa (28-30, 15-25, 22-25)
14. BK1 nữ : VTV Bình Điền Long An 3-0 BC Thông tin (25-20, 25-21, 25-21)
15. BK1 nam : Biên Phòng 3-0 Thể Công (25-18, 25-20, 25-22)
16. XH 5-6 nam : Long An 0-3 Hà Nội (21-25, 22-25, 19-25)
17. BK2 nữ : LP Bank Ninh Bình 3-0 Geleximco Thái Bình (25-21, 25-19, 25-15)
18. BK2 nam : LP Bank Ninh Bình 3-0 Hà Tĩnh (25-19, 25-14, 25-17)
19. Hạng 3 nữ : Geleximco Thái Bình 1-3 BC Thông tin (22-25, 25-23, 15-25, 20-15)
20. CK nữ : LP Bank Ninh Bình 3-0 VTV Bình Điền Long An (25-16, 25-21, 25-19)
21. Hạng 3 nam : Hà Tĩnh 0-3 Thể Công (21-25, 23-25, 23-25)
22. CK nam : Biên Phòng 3-0 LP Bank Ninh Bình (25-18, 25-21, 25-20)

Giải thưởng đồng đội:
- Vô địch: Nam Biên Phòng và Nữ LP Bank Ninh Bình
- Á quân: Nam LP Bank Ninh Bình và Nữ VTV Bình Điền Long An
- Hạng 3: Nam Thể Công và Nữ BC Thông tin - TTBP
- Giải khuyến khích: Nam Hà Tĩnh và Nữ Geleximco Thái Bình

Giải thưởng cá nhân:
- VĐV tấn công xuất sắc nhất

Nguyễn Ngọc Thuân (Biên Phòng) và Nguyễn Thị Bích Tuyền (LP Bank Ninh Bình)
- VĐV chuyền hai xuất sắc nhất

Đinh Văn Duy (Biên Phòng) và Võ Thị Kim Thoa (VTV Bình Điền Long An)
- VĐV phòng thủ xuất sắc nhất

Trịnh Duy Phúc (LP Bank Ninh Bình) và Nguyễn Khánh Đang (VTV Bình Điền Long An)

### Mùa giải 2023
Sau lễ ký kết giữa nhà tài trợ LienVietPostBank và lãnh đạo Ninh Bình vào ngày 31/1, BTC Cúp Hoa Lư - Bình Điền 2023 đã tiến hành bốc thăm chia bảng và xếp lịch thi đấu chính thức. Hai đội bóng nữ Bình Điền Long An và nam Ninh Bình LienVietPostBank (Tiền thân là Tràng An Ninh Bình) đang là Đương kim vô địch. Tổng giải thương ở Cúp Hoa Lư - Bình Điền 2023 sẽ hơn 500 triệu đồng. Đây sẽ là cơ hội để các CLB tham dự ra mắt ngoại binh, để thử nghiệm trước Vòng 1 - Giải VĐQG - Cúp Hóa Chất Đức Giang 2023.
- Nội dung nữ gồm có: Chủ nhà Ninh Bình, Đương kim VĐQG 2022 - Geleximco Thái Bình, Á quân VĐQG 2022 - Hóa chất Đức Giang Hà nội, VTV Bình Điền Long An, Bộ tư lệnh Thông tin và Thanh Hóa.
- Nội dung nam: Chủ nhà Tràng An Ninh Bình, Biên Phòng, Thể Công, Hà Tĩnh, đội hạng ba Hà Nội và đội hạng tư VLXD Bình Dương.

6 đội bóng được chia thành 2 bảng, thi đấu vòng tròn tính điểm. 2 đội xếp thứ nhất và nhì của mỗi bảng sẽ bước vào đấu Bán kết, 2 đội xếp thứ 3 sẽ đấu tranh hạng 5.
Các trận đấu
1. A nữ	:	HC Đức Giang - VTV BĐLA 3-0 (25-16, 25-12, 25-16)
2. A nam	:	Biên Phòng - Thể Công 3-0 (37-35, 25-23, 25-13)
3. B nam	:	Hà Tĩnh - Ninh Bình LienVietPostBank 1-3 (25-23, 17-25, 22-25, 23-25)
4. B nữ	:	Hà Phú Thanh Hoà - Ninh Bình LienVietPostBank 0-3 (19-25, 12-25, 16-25)
5. A nữ	:	Geleximco Thái Bình - HC Đức Giang 2-3 (20-25, 21-25, 25-20, 25-18, 7-15)
6. A nam	:	VLXD Bình Dương - Biên Phòng 1-3 (25-22, 22-25, 18-25, 20-25)
7. B nữ	:	BTL Thông tin - Hà Phú Thanh Hoá 3-0 (25-19, 25-18, 25-15)
8. B nam	:	Hà Nội -  Hà Tĩnh 0-3 (11-25, 21-25, 17-25)
9. A nữ	:	VTV BĐLA - Geleximco Thái Bình 3-1( 22-25, 25-20, 25-23, 25-17)
10. A nam	:	Thể Công - VLXD Bình Dương 1-3 (21-25, 23-25, 25-18, 16-25)
11. B nữ	:	Ninh Bình LienVietPostBank - BTL Thông tin 1-3 (18-25, 25-22, 29-31, 27-29)
12. B nam	:	Ninh Bình LienVietPostBank - Hà Nội 3-0 (25-21, 25-22, 25-18)
13. XH 5-6	:	Geleximco Thái Bình - Hà Phú Thanh Hoá 2-3
14. BK1	:	HC Đức Giang - Ninh Bình LienVietPostBank 3-1 (25-27, 25-19, 25-22, 25-18)
15. BK1	:	Biên Phòng - Hà Tĩnh 3-1 (25-21, 26-28, 27-25, 25-21)
16. XH 5-6	:	Thể công - Hà Nội 3-2
17. BK2	:	VTV BĐLA - BTL Thông tin 3-2
18. BK2	:	Ninh Bình LienVietPostBank - VLXD Bình Dương  3-0
19. Hạng 3	:	Ninh Bình LienVietPostBank - BTL Thông Tin 3-2
20. CK	:	HC Đức Giang - VTV BĐLA  3-0
21. Hạng 3	:	Hà Tĩnh - VLXD Bình Dương  3-0
22. CK	:	Biên Phòng - Ninh Bình LienVietPostBank 3-0

### Mùa giải 2022
Giải bóng chuyền nam & nữ Hoa Lư Ninh Bình năm 2022 tranh Cúp phân bón Bình Điền tiếp tục quay trở lại với 2 nội dung thi đấu rất quen thuộc dành cho nam và dành cho nữ như mùa bóng trước. Năm 2022 giải đấu tiếp tục được mang tên là giải bóng chuyền nam & nữ Hoa Lư Ninh Bình năm 2022 tranh Cúp phân bón Bình Điền.Ngay sau khi Đại hội thể thao Đông Nam Á lần XXXI - 2021 đã chính thức kết thúc vào tháng 5 vừa qua thì giải bóng chuyền nam và nữ Hoa Lư Ninh Bình năm 2022 tranh Cúp phân bón Bình Điền sẽ khởi tranh từ 14 đến 18/6/2022. Các đội tham dự gồm 6 đội Nam gồm: Tràng An Ninh Bình, Thể Công, Hà Tĩnh, Biên Phòng, VLXD Bình Dương, Vĩnh Long và 6 đội Nữ gồm: Thông tin FLC, Bình Điền Long An, Ninh Bình Doveco, Ngân hàng Công thương, Than Quảng Ninh, Đắk Lắk.
Lễ khai mạc vào hồi 20h15 tối ngày 14/6/2022 tại Nhà thi đấu Ninh Bình.Giải đấu năm 2022 đánh dấu sự trở lại của các ngoại binh và sẽ tổ chức bán vé với mức giá vòng loại 30.000 VNĐ/vé;bán kết,chung kết 50.000 VNĐ/vé.
- Bảng đấu A Nam:Thể Công,Hà Tĩnh & VLXD Bình Dương.
- Bảng đấu B Nam:Tràng An Ninh Bình,Biên Phòng & Vĩnh Long.
- Bảng đấu A Nữ:Thông tin FLC,Bình Điền Long An & Ngân hàng Công thương.
- Bảng đấu B Nữ:Ninh Bình Doveco,Than Quảng Ninh & Đắk Lắk.

Lịch thi đấu và kết quả vòng bảng
- Ngày 13:30' - 14/6/2022 (trận 01): A Nữ Thông tin FLC 1-3 Bình Điền Long An (22-25,25-17,16-25,20-25)
- Ngày 15:30' - 14/6/2022 (trận 02): A Nam Thể Công 2-3 Hà Tĩnh (25-18, 26-28, 21-25, 25-16, 17-19)
- Ngày 17:30' - 14/6/2022 (trận 03): B Nam Tràng An Ninh Bình 3-0 XSKT Vĩnh Long (25-22, 25-22, 29-27)
- Ngày 20:45' - 14/6/2022 (trận 04): B Nữ Ninh Bình Doveco 3-0 Đắk Lắk (25-20, 25-18, 25-15)
- Ngày 14:00' - 15/6/2022 (trận 05): A Nữ Thông tin FLC 3-1 Ngân hàng Công thương (25-20, 25-17, 23-25, 25-12)
- Ngày 16:00' - 15/6/2022 (trận 06): A Nam Thể Công 3-2 VLXD Bình Dương (23-25, 20-25, 25-20, 29-27, 15-11)
- Ngày 18:00' - 15/6/2022 (trận 07): B Nữ Than Quảng Ninh 3-2 Đắk Lắk (22-25, 25-17, 22-15, 21-25, 17-15)
- Ngày 20:00' - 15/6/2022 (trận 08): B Nam Biên Phòng 3-2 XSKT Vĩnh Long (25-17, 25-22, 19-25, 20-25, 15-9)
- Ngày 14:00' - 16/6/2022 (trận 09): A Nữ Bình Điền Long An 3-0 Ngân hàng Công thương (25-17, 25-16, 25-16)
- Ngày 16:00' - 16/6/2022 (trận 10): A Nam Hà Tĩnh 2-3 VLXD Bình Dương (25-18, 25-18, 21-25, 28-30, 14-16)
- Ngày 18:00' - 16/6/2022 (trận 11): B Nữ Ninh Bình Doveco 3-0 Than Quảng Ninh (25-17, 25-16, 25-16)
- Ngày 20:00' - 16/6/2022 (trận 12): B Nam Tràng An Ninh Bình 3-1 Biên Phòng (25-17, 25-22, 25-23)

### Lịch thi đấu và kết quả vòng bán kết
- Ngày 14:00' - 17/6/2022 (trận 13): Nữ Nhất A - Nhì B: Bình Điền Long An 3-0 Than Quảng Ninh (25-15, 25-16, 25-18)
- Ngày 16:00' - 17/6/2022 (trận 14): Nam Nhất A - Nhì B : Thể Công 1-3 Biên Phòng (25-18, 21-25, 16-25, 27-29)
- Ngày 18:00' - 17/6/2022 (trận 15): Nữ Nhất B - Nhì A: Ninh Bình Doveco 2-3 Thông tin FLC (22-25, 25-12, 25-23, 16-25, 13-15)
- Ngày 20:00' - 17/6/2022 (trận 16): Nam Nhất B - Nhì A: Tràng An Ninh Bình 3-1 Hà Tĩnh (25-19, 23-25, 25-19, 25-22)

### Lịch thi đấu và kết quả vòng chung kết
- Ngày 14:00' - 18/6/2022: Hạng 3 Nữ Thua trận 13 - Thua trận 15: Than Quảng Ninh 1-3 Ninh Bình Doveco (12-25, 25-13, 24-26, 16-25)
- Ngày 16:00' - 18/6/2022: Hạng 3 Nam Thua trận 14 - Thua trận 16: Thể Công 3-2 Hà Tĩnh (17-25, 18-25, 25-22, 25-20, 15-10)
- Ngày 18:00' - 18/6/2022: Chung kết Nữ Thắng trận 13 - Thắng trận 15: Bình Điền Long An 3-0 Thông tin FLC (25-15, 25-16, 25-19)
- Ngày 20:00' - 18/6/2022: Chung kết Nam Thắng trận 14 - Thắng trận 16: Biên Phòng 0-3 Tràng An Ninh Bình (19-25, 17-25, 23-25)

### Mùa giải 2021
Giải bóng chuyền nam & nữ Hoa Lư Ninh Bình năm 2021 tranh Cúp phân bón Bình Điền từ 23 cho tới 27/03/2021.Tại mùa giải 2021 sau nhiều năm nội dung nữ đã trở lại kể từ năm 2014.Đặc biệt tham dự cúp Hoa Lư năm 2021 trong danh sách ban đầu có đội tuyển quốc gia Nam với sự ra mắt của tân huấn luyện viên Li Huan Ninh người Trung Quốc tuy nhiên do đội tuyển Nam tập kết muộn nên không kịp thời tham dự và được thay thế bởi đội nam Hà Nội. 12 đội tham dự được chia vào 4 bảng gồm:
- Bảng A nữ gồm VTV Bình Điền Long An, Than Quảng Ninh, Hải Tiến Thanh Hoá.
- Bảng B nữ gồm Thái Bình, Kinh Bắc Bắc Ninh, Ninh Bình Doveco
- Bảng A nam gồm Tràng An Ninh Bình, Sanest Khánh Hòa, Biên Phòng.
- Bảng B nam gồm Thể Công, Hà Tĩnh và Hà Nội.

Sau 3 ngày thi đấu, tại bảng A nữ, VTV Bình Điền Long An thắng liền 2 trận đứng đầu bảng cùng với Than Quảng Ninh thắng 1 trận vào bán kết. Tại bảng B nữ, tân binh Thái Bình gây bất ngờ nhất giải thắng liền 2 trận trước chủ nhà Ninh Bình Doveco và đội bóng hạng 3 năm trước Kinh Bắc Bắc Ninh để đứng đầu bảng cùng với Kinh Bắc Bắc Ninh thắng 1 trận vào bán kết. Tại nội dung nam, ở bảng A nam Tràng An Ninh Bình thắng liền 2 trận đứng đầu bảng cùng với Sanest Khánh Hòa thắng 1 trận vào bán kết. Tại bảng B nam, Thể Công thắng liền 2 trận trước để đứng đầu bảng cùng với Hà Tĩnh thắng 1 trận vào bán kết.
Tại vòng bán kết, VTV Bình Điền Long An thắng dễ 3-1 trước Kinh Bắc Bắc Ninh. Thể Công lội ngược dòng ngoạn mục 3 séc để thắng Sanest Khánh Hòa với tỷ số sát nút 3-2. Thế trận giằng co giữa Thái Bình và Than Quảng Ninh đã kết thúc với tỷ số 3-2 rất kịch tính với phần thắng thuộc về Thái Bình là bất ngờ lớn nhất giải. Trận bán kết nam còn lại Tràng An Ninh Bình không khó để thắng 3-0 trước Hà Tĩnh.
Tại trận tranh 3-4 nam, Sanet Khánh Hòa đã thắng Hà Tĩnh 3-0, Than Quảng Ninh thắng Kinh Bắc Bắc Ninh 3-1 để giành hạng Ba. Thái Bình đã không thể tiếp nối chuỗi trận bất ngờ và để Bình Điền Long An trở thành nhà vô địch. Trận chung kết Nam giữa Tràng An Ninh Bình và Thể Công kết thúc với tỷ số 3-1 với phần thắng về đội chủ nhà.
Ban tổ chức đã trao giải phong cách cho Câu lạc bộ bóng chuyền Ninh Bình Doveco và giải khuyến khích cho các đội Hà Tĩnh, Kinh Bắc Bắc Ninh. Giải ba cho Sanet Khánh Hòa, Than Quảng Ninh. Giải nhì cho Thái Bình, Thể Công. Cúp vô địch được trao cho VTV Bình Điền Long An và Tràng An Ninh Bình.

### Mùa giải 2020
Tại Cúp Hoa Lư 2020, Ban tổ chức đã cho 6 đội bốc thăm chia bảng với Bảng A bao gồm các đội bóng Tràng An Ninh Bình, Biên phòng và Hà Nội. Bảng B Sanest Khánh Hòa, Thể Công và Hà Tĩnh. Giải đấu diễn ra ngày 3-7/3/2020, trước khi vòng 1 giải bóng chuyền vô địch quốc gia 2020 khởi tranh. Kết quả bốc thăm chia bảng Cúp bóng chuyền Hoa Lư 2020:
- Bảng A: chủ nhà Tràng An Ninh Bình, Biên phòng và Hà Nội
- Bảng B: Sanest Khánh Hòa, Thể Công và Hà Tĩnh.

Sau khi thi đấu vòng tròn 1 lượt, các đội vào bán kết gồm: Tràng An Ninh Bình, Hà Nội ở bảng A sẽ đấu chéo với hai đội Sanet Khánh Hòa, Hà Tĩnh ở bảng B.
Kết quả bán kết Cúp Hoa Lư: Khánh Hòa 3-0 Hà Nội, Ninh Bình 3-1 Hà Tĩnh. Tại trận tranh giải ba, Hà Tĩnh đã vượt qua Hà Nội 3-0; Trận trung kết Tràng An Ninh Bình vượt qua Sanest Khánh Hòa 3-1 để lên ngôi vô địch lần thứ 6.

### Mùa giải 2019
Cúp Hoa Lư 2019 diễn ra trong khoảng thời gian từ 16/3-20/3, tại NTĐ TDTT tỉnh Ninh Bình. Giải đấu sẽ 6 đội bóng tham gia thi đấu gồm: Tp Hồ Chí Minh, Thể Công, Tràng An Ninh Bình, Biên phòng, Sổ số kiến thiết Vĩnh Long và Hà Tĩnh. Đây là các đội thi đấu giải vô địch quốc gia, trong đó có các đội đạt từ thứ hạng từ 1 đến 4 giải vô địch quốc gia 2018.
Giải bóng chuyền Cúp Hoa Lư lần thứ XIII thi đấu theo thể thức 6 đội bóng chia làm 2 bảng, thi đấu vòng tròn 1 lượt tính điểm. Hai đội xếp thứ 3 của 2 bảng sẽ vào thi đấu xếp hạng 5 và 6. Hai đội nhất nhì của 2 bảng vào đấu bán kết. Đội thua bán kết sẽ tranh nhau giải ba, 2 đội thắng bán kết sẽ gặp nhau ở trận chung kết. Đội giành giải nhất sẽ nhận giải thưởng là 100 triệu đồng, giải nhì 50 triệu đồng, giải ba 30 triệu, giải khuyến khích 20 triệu.
Sau khi thua sốc trước Hà Tĩnh trong trận đấu ngày ra quân thì trong trận thứ 2 gặp Biên Phòng, Á quân giải vô địch 2018 là Thể Công tiếp tục thất bại và chính thức bị loại khỏi vòng bán kết Cúp Hoa Lư 2019. Trong khi đó, Tràng An Ninh Bình với vị thế của đội bóng chủ nhà cũng thua nhà vô địch Thành phố Hồ Chí Minh với tỉ số 0-3.
Kết quả vòng 1, Bảng A kết quả thứ hạng là Biên Phòng, Hà Tĩnh, Thể Công; Bảng B kết quả thứ hạng là Tp HCM, Tràng An Ninh Bình, Vĩnh Long. Tại Bán kết, khó có thể tin khi nhà đương kim vô địch quốc gia là Thành phố Hồ Chí Minh đã gục ngã trước Hà Tĩnh sau 4 sét đấu cân não tại bán kết Cúp Hoa Lư 2019. Trong khi đó, với dàn VĐV chất lượng và đồng đều hơn, lại có những ngôi sao trong đội hình, Tràng An Ninh Bình đã vượt qua Biên Phòng với tỉ số 3-1.
Trong trận chung kết, Đội bóng chuyền Tràng An Ninh Bình thi đấu xuất sắc thắng đội Hà Tĩnh 3-1 tối 20/3/2019 để đăng quang Cúp Hoa Lư lần thứ 13 trên sân nhà. Xếp thứ ba là đội Biên phòng sau khi thắng dội Thành phố Hồ Chí Minh 3-1, còn đội Vĩnh Long thắng Thể Công 3-1 ở trận tranh hạng 5.

### Mùa giải 2018
Cúp Hoa Lư 2018 diễn ra trong khoảng thời gian từ 21/3-25/3, tại NTĐ TDTT tỉnh Ninh Bình. Giải đấu sẽ 6 đội bóng tham gia thi đấu gồm: Sanes Khánh Hòa, Thể Công, Tràng An Ninh Bình, Biên phòng, Sổ số kiến thiết Vĩnh Long và Quân khu 4.
Lễ khai mạc diễn ra vào 20h ngày 21/3/2018, Chung kết vào hồi 20h ngày 25/3. Đội giành giải nhất được nhận Cup vô địch, cờ và 100 triệu đồng; giải nhì 50 triệu, giải ba 30 triệu, khuyến khích 20 triệu. Giải mở của miễn phí phục vụ người dân vào xem.
Qua 3 ngày thi đấu, cúp Hoa Lư 2018 đã xác định được 2 cặp đấu bán kết. Trong đó ở trận bán kết 1 là cuộc đọ sức giữa đội nhất bảng A Thể Công và Sanest Khánh Hòa nhì bảng B, ở trận bán kết hai là cuộc chiến giữa đội nhất bảng B Tràng An Ninh Bình và Biên phòng nhì bảng A. Kết quả bán kết Thể Công vượt qua Khánh Hòa với tỷ số rượt đuổi 3-2; Tràng An Ninh Bình dễ dàng vượt qua Biên phòng với tỷ số 3-0.
Ngày 26/3/2018, Trận đấu thứ nhất tranh hạng 5 diễn ra vào lúc 14h30 giữa đội bóng Quân khu 4 và đội Vĩnh Long. Với lối chơi hiệu quả, cũng như kỹ chiến thuật tốt và hợp lý, hàng công đã tận dụng triệt để khi có cơ hội dứt điểm, đội Quân khu 4 đã thắng đội Vĩnh Long với tỷ số 3 – 1 và xếp thứ năm trong mùa giải. Trận đấu tiếp theo tranh giải 3 diễn ra vào lúc 17h,với quyết tâm giành thắng lợi trước đối thủ của mình, cả hai đội Sanet Khánh Hòa và Biên phòng đều chủ động chơi tấn công trước đối thủ của mình. Với hàng chắn hiệu quả khi cản phá được các cú đập bóng của đối phương, bên cạnh đó, hàng công dứt điểm tốt trong các pha bóng trên lưới để ghi điểm. Kết quả đội Sanet Khánh Hòa đã thắng đội Biên phòng với tỷ số 3 – 0 và xếp thứ 3 trong mùa giải.
Tại trận chung kết, Tràng An Ninh Bình đã dễ dàng vượt qua Thể Công với tỷ số 3 - 1 để lên ngôi vô địch. Trong suốt cả giải đấu, ngoại trừ trận chung kết Thể Công lấy được 1 sét thắng còn lại đội bóng của HLV Bùi Trung Thảo đều có được những chiến thắng tuyệt đối 3- 0.

### Mùa giải 2017
Giải bóng chuyền Cúp Hoa Lư lần thứ XI năm 2017 diễn ra tại Trung tâm huấn luyện và thi đấu TDTT tỉnh Ninh Bình. Tham dự giải năm nay có 6 đội: Sanes Khánh Hòa, Thể Công, Biên phòng, Vĩnh Long, Quân đoàn 4, Tràng An Ninh Bình. Thể Công đang là đương kim vô địch giải bóng chuyền Quốc gia năm 2016, á quân mùa giải 2016 Sanes Khánh Hòa. Giải bắt đầu từ ngày 10/3/2017.
Kết thúc vòng bảng, thứ tự các đội tại 2 bảng như sau:
- Bảng A: Thể Công, Khánh Hòa, Biên phòng.
- Bảng B: Quân đoàn 4, Ninh Bình, Vĩnh Long.

Các cặp bán kết giữa Thể Công - Ninh Bình và Quân đoàn 4 - Khánh Hòa thì phần thắng lại thuộc về các đội nhì bảng. Trận chung kết giữa Tràng An Ninh Bình và Sanet Khánh Hòa với phần thắng 3-1 thuộc về đội khách. Kết thúc mùa giải 2017, thứ tự các đội lần lượt là: Khánh Hòa, Ninh Bình, Thể Công, Quân đoàn 4, Biên phòng, Vĩnh Long.

### Mùa giải 2016
Diễn ra từ ngày 2/11/2016 đến ngày 5/11/2016 tại Nhà thi đấu tỉnh Ninh Bình, Cúp bóng chuyền Hoa Lư năm 2016 gồm CLB chủ nhà là Tràng An Ninh Bình, 2 đội trong nước là Thể Công, Biên phòng (hai đội này cùng với Tràng An Ninh Bình và Sanet Khánh Hòa vừa lọt vào tứ kết cúp Hùng Vương 2016 tại Phú Thọ) cùng 1 quốc tế là CLB Không quân Hoàng gia Thái Lan.
Sau khi kết thúc thi đấu vòng tròn tính điểm, thứ tự các đội như sau: Không quân Hoàng gia Thái Lan xếp thứ nhất với 9 điểm; Tràng An Ninh Bình xếp thứ 2 với 6 điểm; Bộ Tư lệnh Biên phòng 3 điểm xếp thứ 3; Thể Công xếp thứ 4.
Kết quả ở trận tranh giải ba giữa Thể Công và BTL Biên phòng đã có một bất ngờ khi Thể Công, đội bóng yếu hơn ở vòng loại với 3 trận toàn thua đã bất ngờ thi đấu quyết tâm giành phần thắng ở trận đấu quyết định cuối cùng. Hai đội bóng đã trải qua tất cả năm séc đấu với tỷ số lần lượt là: 25/17, 25/21, 25/27, 12/25, 16/18. Ở trận chung kết là sự tranh chấp quyết liệt giữa đội khách Không quân Hoàng Gia Thái Lan với chủ nhà Tràng An Ninh Bình. Hai đội đã trải qua tất cả bốn séc đấu với tỷ số lần lượt là: 25/20, 23/25, 25/22, 25/14. Tuyển Không quân Hoàng Gia Thái Lan với thể hình vượt trội, chiến thuật tấn công đa dạng, phòng ngự chặt chẽ đã tỏ ra chiếm ưu thế trước Tràng An Ninh Bình.
Đội đoạt danh hiệu Vô địch là Không quân Hoàng gia Thái Lan nhận phần thưởng trị giá 50 triệu đồng, hạng nhì Tràng An Ninh Bình 30 triệu đồng, hạng ba Thể Công 20 triệu đồng và đội xếp hạng tư Bộ tư lệnh Biên phòng được thưởng 10 triệu đồng.

### Mùa giải 2015
Tối ngày 21/3/2015 Giải bóng chuyền cúp Hoa Lư lần thứ IX năm 2015 đã bế mạc. Đội Tràng An Ninh Bình sau chiến thắng ngẹt thở trong trận chung kết trước đội bóng chuyền Thể Công - Binh Đoàn 15 với tỷ số 3 - 2 trở thành nhà vô địch của giải. Đây là lần thứ 4 trong 9 mùa giải, đội bóng chuyền Tràng An Ninh Bình giành được ngôi vị cao nhất của giải đấu này. Giành chiến thắng 3 – 2 trước Quân khu 4 trong trận tranh giải ba-tư, đội bóng chuyền Quân đoàn 4 đã giành vị trí thứ ba của Giải.

### Mùa giải 2014
Giải bóng chuyền cúp Hoa Lư 2014 diễn ra vào ngày 15-18/3 tại Nhà thi đấu Trung tâm TDTT tỉnh, giải sẽ có 8 đội tham gia (4 đội nam và 4 đội nữ). Bốn đội nam gồm: Công An Phú Thọ, Thể Công, Sacombank Biên phòng, Tràng An Ninh Bình. Bốn đội nữ gồm:Thông tin Liên Việtposbank, Ngân hàng Công Thương, PDV Thái Bình, Tiến Nông Thanh Hóa. Giải bóng chuyền Cup Hoa Lư là giải truyền thống được tổ chức lần thứ 7 tại Ninh Bình, là năm thứ hai liên tiếp được Công ty TNHH một thành viên Đạm Ninh Bình tài trợ chính, giải mang tên chính thức là "Giải bóng chuyền Cup Hoa Lư- Đạm Ninh Bình năm 2014"
Trận chung kết giữa đội Tràng An Ninh Bình và Bộ Đội Biên phòng đã diễn ra kịch tính, hấp dẫn. Với những nhân tố xuất sắc đang thi đấu ổn định trong đội hình như Đoàn Văn Danh, Đặng Vũ Bôn, Phạm Ngọc Kiên, Nguyễn Công Chiến cùng với tinh thần thi đấu quyết tâm, Bộ Đội Biên phòng đã giành thắng lợi thuyết phục 3-2 trước đội chủ nhà Tràng An Ninh Bình, tỷ số các séc là 24-26;22-25; 27-25;25-23 và 15-12. Các cô gái Thông tin Liên Việt PostBank cũng đã xuất sắc đánh bại Ngân hàng Công thương 3-1, tỷ số các séc là 25-17; 17-25; 25-15 và 25-16 để đoạt ngôi quán quân ở nội dung thi đấu của nữ. Ban Tổ chức đã trao cúp, cờ và 60 triệu đồng tiền thưởng cho đội vô địch; cờ và 30 triệu đồng cho đội xếp thứ hai. Hai đội đứng vị trí thứ ba là nam Thể Công và nữ PVD Thái Bình mỗi đội được nhận cờ và 20 triệu đồng.

### Mùa giải 2013
Tối 13/3/2013, tại Nhà thi đấu Thể dục Thể thao Ninh Bình, Sở Văn hóa-Thể thao và Du lịch tỉnh Ninh Bình phối hợp với Liên đoàn bóng chuyền Việt Nam, Công ty truyền thông quốc tế DT&H Việt Nam và Nhà máy đạm Ninh Bình (đơn vị tài trợ) khai mạc giải bóng chuyền cúp Hoa Lư - Đạm Ninh Bình năm 2013.
Giải năm 2013 quy tụ 8 đội bóng mạnh tham dự gồm 4 đội nam là đương kim vô địch quốc gia Tràng An Ninh Bình, Thể Công, Công an Phú Thọ và Tập đoàn dầu khí Quốc gia Việt Nam. 4 đội nữ có Tiến Nông Thanh Hóa, PVD Thái Bình, Thông tin Liên Việt PostBank và VietSovpetro. Các đội thi đấu theo thể thức vòng tròn 1 lượt tính điểm, chọn 2 đội xếp nhất, nhì ở các bảng đấu của nam và nữ giành quyền thi đấu trận chung kết. Đội vô địch được nhận cúp và 50 triệu đồng tiền thưởng; đội đứng thứ hai nhận cờ và 20 triệu đồng; đội xếp ở vị trí thứ ba nhận cờ và 10 triệu đồng.
Trận chung kết giữa đương kim vô địch Tràng An Ninh Bình và Thể Công đã diễn ra hết sức hấp dẫn. Được sự cổ vũ của hàng ngàn cổ động viên nhà, cộng với những nhân tố xuất sắc đang thi đấu ổn định trong đội hình như Giang Văn Đức, Bùi Văn Hải, Tràng An Ninh Bình đã giành thắng lợi thuyết phục 3-1 với tỷ số các séc là 14-25; 25-18; 25-23 và 25-16. Đội nữ Thông tin Liên Việt PostBank cũng đã xuất sắc đánh bại Vietsovpetro 3-0, tỷ số các séc là 25-19; 25-14 và 25-11 để đoạt ngôi quán quân ở nội dung thi đấu của nữ. Ban Tổ chức đã trao cúp, cờ và 50 triệu đồng tiền thưởng cho đội vô địch; cờ và 20 triệu đồng cho đội xếp thứ hai. Hai đội đứng vị trí thứ ba là nam Công an Phú Thọ và nữ Tiến Nông Thanh Hóa mỗi đội được nhận cờ và 10 triệu đồng.

### Mùa giải 2012
Từ ngày 9 đến ngày 12/2/2012, tại Nhà thi đấu tỉnh Ninh Bình, Giải bóng chuyền Cúp Hoa Lư năm 2012 do UBND tỉnh Ninh Bình, Liên đoàn Bóng chuyền Việt Nam và Công ty CPTT quốc tế DT&H Việt Nam phối hợp tổ chức. Tham dự giải năm nay có 8 đội mạnh trong nước: 4 đội nam gồm Tràng An Ninh Bình, Thể Công, Long An và Tập đoàn Dầu khí Quốc gia Việt Nam (Petrovietnam); 4 đội nữ gồm PV OIL Thái Bình, Vietsovpetro, Tiến Nông Thanh Hóa và Thông tin Liên Việt Bank.
Kết quả chung cuộc: Về nam nhất Tràng An Ninh Bình, nữ nhất Thông tin LienVietPostBank. Hạng 2 và 3 nam thuộc về Thể Công, Long An; nữ thuộc về PVOil Thái Bình, Vietsopetro.

### Mùa giải 2011
Giải bóng chuyền nam quốc tế Cúp Hoa Lư – SGGP 2011 là một giải đấu thường niên nằm trong hệ thống thi đấu của Liên đoàn Bóng chuyền Việt Nam, do Liên đoàn Bóng chuyền Việt Nam phối hợp với Sở VH-TT-DL tỉnh Ninh Bình và Báo SGGP tổ chức.
Giải bóng chuyền nam quốc tế Cúp Hoa Lư - Báo SGGP khởi tranh từ ngày 1/3 đến hết ngày 6/3/2011 tại Nhà thi đấu tỉnh Ninh Bình. Sức hút của giải đấu đối với 6 đội bóng được tạo bởi những cái tên có mặt trong danh sách thi đấu đều là những anh tài như: Tràng An Ninh Bình, Tập đoàn Dầu khí Quốc gia Việt Nam, Long An, Biên phòng, Lào và Sanes Khánh Hoà. 5 đội trong nước có thể ví như những thế lực của làng bóng chuyền quốc nội.
Sau 6 ngày thi đấu sôi nổi với nhiều kịch tính, tối 6-3, giải bóng chuyền nam quốc tế tranh Cúp Hoa Lư - Báo SGGP năm 2011 đã bế mạc. Đội Nam Hoàng Long Long An đã đoạt chức vô địch sau khi thắng ngoạn mục với tỷ số 3-2 trước đội đương kim vô địch Tràng An Ninh Bình ở trận chung kết. Hạng ba thuộc về đội Sanest Khánh Hòa sau khi thắng Tập đoàn Dầu khí Việt Nam ở trận tranh hạng 3.

### Mùa giải 2010
Giải bóng chuyền Nam Quốc tế Cup Hoa Lư – Báo Sài Gòn giải phóng năm 2010 với sự tài trợ của các công ty CP Thể thao văn hóa Dầu khí, CP Phân lân Ninh Bình, XNK Đồng Dao là Giải mở đầu cho loạt các hoạt động Văn hoá Thể thao và Du lịch hướng tới kỷ niệm 80 năm Ngày thành lập Đảng Cộng sản Việt Nam (3/2/1930 – 3/2/2010), chào mừng Xuân Canh Dần, chào mừng Đại hội Đảng các cấp, tiến tới Đại hội Đảng toàn quốc lần thứ XI, hướng tới Đại lễ kỷ niệm 1.000 năm Thăng Long – Hà Nội và các ngày lễ lớn năm 2010.
Tham dự Giải có 5 đội gồm: 4 đội trong nước là Tràng An Ninh Bình, Thể Công; Saccombank Biên phòng, Tập đoàn Dầu khí Việt Nam và đội khách mời Lào. Các đội sẽ thi đấu vòng 1 lượt, chọn 2 đội có điểm cao nhất vào tranh chung kết. Cúp bóng chuyền Hoa Lư – Ninh Bình sẽ có 5 giải thưởng được trao gồm: Đội giành giải Nhất được trao Cup, cờ vô địch và 4.000 USD; giải Nhì sẽ giành được Cúp, cờ và 3.000 USD, giải Ba: Cúp, cờ và 2.000 USD; giải Tư là cờ lưu niệm và 500 USD. Ngoài ra, sẽ có 5 giải cá nhân được trao, mỗi giải trị giá 100 USD.
Sau 6 ngày thi đấu sôi nổi với nhiều kịch tính, giải Bóng chuyền nam quốc tế Cúp Hoa Lư - Báo SGGP năm 2010 đã kết thúc với chức vô địch thuộc về đội chủ nhà Tràng An Ninh Bình khi họ giành chiến thắng 3 - 0 trước Tập đoàn Dầu khí Việt Nam trong trận chung kết. Kết quả chung cuộc: Đội Vô địch – Tràng An Ninh Bình kèm tiền thưởng 4.000 USD, hạng Nhì – Tập đoàn Dầu Khí VN kèm 3.000 USD, hạng ba – Sacombank Biên phòng kèm 2.000 USD, hạng tư – Thể Công kèm 500 USD. Ban Tổ chức cũng trao 5 giải cá nhân, mỗi giải trị giá 100 USD cho các VĐV xuất sắc: Phát bóng – Chansamay (số 6, Lào), chuyền một Minh Tuấn (15, Thể Công), chuyền hai Văn Đức (3, Tràng An Ninh Bình), đập bóng Bình Giang (4, Tập đoàn Dầu khí VN) và chắn bóng xuất sắc Vũ Bôn (9, Sacombank Biên phòng).

### Mùa giải 2009
Giải Bóng chuyền Cúp Hoa Lư mở rộng 2009 khởi tranh từ ngày 2/02/2009 tại nhà thi đấu TDTT tỉnh Ninh Bình, giải có sự góp mặt của 6 đội bóng, chia làm 2 bảng: Bảng A: Tràng An Ninh Bình, Quân khu V; Không quân Hoàng gia Thái Lan; bảng B: Thể Công, Tập đoàn Dầu khí Việt Nam, Sao Vàng Biên phòng. Các đội sẽ thi đấu theo thể thức vòng tròn tính điểm, chọn ra 2 đội Nhất, Nhì mỗi bảng vào thi đấu trận bán kết.
Trong trận tranh giải nhất, đội chủ nhà Tràng An Ninh Bình đã để thua đáng tiếc trước đội Không quân Hoàng gia Thái Lan với tỷ số 2-3 (ở vòng đấu bảng, đội cũng đã thua Không quân Hoàng gia Thái Lan với tỷ số 2-3). Ở trận tranh giải ba, đội bóng chuyền Thể Công đã giành thắng lợi trước đội Sao Vàng Biên phòng với tỷ số 3-1 (lần lượt các séc đấu: 20-25, 25-23, 29-27, 25-22). Kết quả: Đội bóng chuyền Không quân Hoàng Gia Thái Lan xếp thứ nhất; nhì: Tràng An Ninh Bình; ba: Thể Công; Tư: Sao Vàng Biên phòng; Thứ năm: Tập đoàn Dầu khí Việt Nam và thứ sáu: Đội Quân khu V.

### Mùa giải 2008
Giải bóng chuyền "Cúp Hoa Lư" 2008 có 12 đội bóng gồm 6 đội bóng chuyền nam (Tràng An Ninh Bình, Hoàng Long Long An, Quân đoàn 4, Sonest Khánh Hoà, Thể công,Thép Việt T.p Hồ Chí Minh và 6 đội bóng chuyền nữ: Ngân hàng Công thương, Bình Điền Long An, Sông mã Thanh Hoá, Bộ Tư lệnh Thông tin, Petechim Vital Thái Bình, Lilama Hải Dương). Đây là các đội bóng đã xuất sắc giành giải nhất, nhì, ba trong vòng đấu bảng (vòng I Giải vô địch bóng chuyền các đội mạnh toàn quốc năm 2008) được tổ chức tại Nhà thi đấu TDTT tỉnh Ninh Bình và thành phố Hải Dương. Mỗi nội dung nam và nữ được chia làm 2 bảng thi đấu vòng tròn, chọn các đội nhất bảng vào thi đấu chung kết.
Hai đội bóng chuyền nam nữ Bình Điền Long An và Hoàng Long Long An đã có một mùa bội thu khi đều thắng thuyết phục đến 3-0 trước Bộ Tư lệnh thông tin và Tràng An Ninh Bình trong 2 trận chung kết nam nữ bóng chuyền Cúp Hoa Lư 2008. Kết quả xếp hạng các vị trí còn lại từ thứ 3 đến 6 như sau: Khánh Hòa, Quân đoàn 4, Thể Công, Thép Việt Thành phố Hồ Chí Minh (nam), Ngân hàng Công thương, Sông Mã Thanh Hóa, Thái Bình, Hải Dương (nữ).

### Mùa giải 2004
Giải bóng chuyền Cúp Hoa Lư mở rộng lần thứ 1 - 2004 với nhà tài trợ Báo thể thao Việt Nam  có 10 đội bóng chuyền nam, nữ: Ngân hàng Công thương, BTL Thông tin, BTL Biên phòng, Tràng An Ninh Bình, Thái Bình, Bưu điện Hà Nội (một đội nam, một đội nữ), Công an Vĩnh Phúc, Bưu điện Quảng Ninh, Thể Công. Sau lễ khai mạc đã diễn ra hai trận giữa đội nữ Ngân hàng Công thương và BTL Thông tin, đội nam BTL Biên phòng và Ninh Bình.
Giải bóng chuyền cúp Hoa Lư mở rộng lần thứ nhất-2004:
- Giải nữ: Vô địch: BTL Thông tin, Á quân: Vital Thái Bình, Hạng ba: Bưu điện Hà Nội.
- Giải nam: Thể Công, Á quân: Bưu điện Hà Nội, Hạng ba: Tràng An Ninh Bình.

## Các kỷ lục
- Năm có số đội tham gia nhiều nhất: các năm 2008, 2021–2025 có 12 đội bóng.
- Năm có số đội tham gia ít nhất: các năm 2015 và 2016 chỉ có 4 đội bóng.

### Giải nam
Sau 19 mùa giải, từ năm 2004 đến năm 2025:
- Đội nhiều lần vô địch nhất: Ninh Bình: 10 lần; Biên Phòng: 3 lần; ĐT Thái Lan và Long An: 2 lần; Sanest Khánh Hòa và Thể Công: 1 lần.
- Đội tham gia nhiều mùa giải nhất: Ninh Bình: 19 lần, Thể Công: 18 lần, Biên Phòng: 14 lần.
- Đội vô địch Cúp Hoa Lư đồng thời vô địch giải bóng chuyền VĐQG trong năm đó ở các mùa giải: Ninh Bình (2010, 2012, 2021, 2022), Sanest Khánh Hòa (2017), Biên Phòng (2024).

### Giải nữ
Sau 10 mùa giải, từ năm 2004 đến năm 2025:
- Đội nhiều lần vô địch nhất: Bộ Tư lệnh Thông tin: 4 lần, VTV Bình Điền Long An: 3 lần, Ninh Bình: 2 lần, Hóa chất Đức Giang: 1 lần.
- Đội tham gia nhiều mùa giải nhất: Thái Bình và Bộ Tư lệnh Thông tin: 9 lần, Thanh Hóa: 8 lần.
- Đội vô địch Cúp Hoa Lư đồng thời vô địch giải bóng chuyền VĐQG trong năm đó ở các mùa giải: Bộ Tư lệnh Thông tin (2004, 2012, 2013, 2014).